# Ліза Унрух
Ліза Унрух (нім. Lisa Unruh, нар. 12 квітня 1988, Берлін, Німеччина) — німецька лучниця, срібна призерка Олімпійських ігор 2016 року, бронзова призерка Олімпійських ігор 2020 року.

## Виступи на Олімпіадах
| Олімпіада           | Дисципліна             | Місце |
| ------------------- | ---------------------- | ----- |
| Ріо-де-Жанейро 2016 | індивідуальна першість | 2     |
| Токіо 2020          | командна першість      | 3     |